# Clemensia barbotini
Clemensia barbotini är en fjärilsart som beskrevs av Christian Gibeaux 1983. Clemensia barbotini ingår i släktet Clemensia och familjen björnspinnare. Inga underarter finns listade i Catalogue of Life.